# Родники (Белебеевский район)
Родники (баш. Родники) — деревня в Белебеевском районе Башкортостана, относится к Малиновскому сельсовету.

## Население
| 2002 | 2009 | 2010 |
| ---- | ---- | ---- |
| 262  | ↘258 | ↗259 |

Национальный состав
Согласно переписи 2002 года, преобладающая национальность — русские (50 %).

## Географическое положение
Расстояние до:
- районного центра (Белебей): 8 км,
- центра сельсовета (Малиновка): 9 км,
- ближайшей ж/д станции (Аксаково): 14 км.

## История
Название происходит от назв. местности Родники.

## Инфраструктура
Оздоровительный лагерь «Спутник» (ул. Полевая, 25).